# Sierra de Cochicó

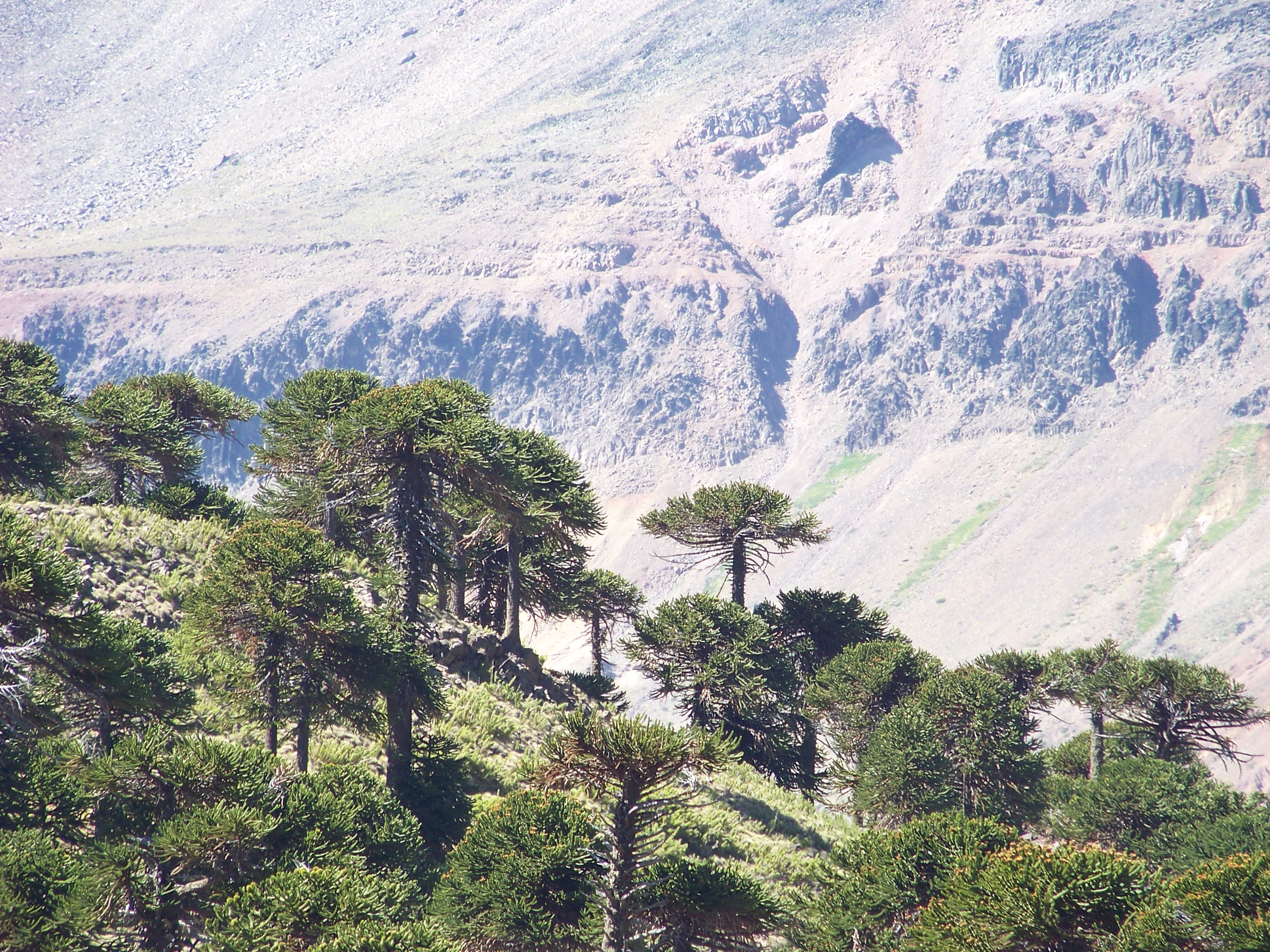
Paisaje en la Sierra de Cochicó, con bosque de araucarias.

La sierra de Cochicó es una serranía emplazada en la zona norte de la Patagonia en el departamento Chos Malal en la provincia de Neuquén, en la República Argentina. Su elevación media es de 3000 m. En la zona se encuentran los cerros Pirámide, Coyochos, y la Pampa Litrán.
La sierra corre en sentido noroeste-sureste, y se ubica en cercanías a la cordillera de los Andes y la meseta patagónica. La sierra se prolonga por unos 50 km desde la Laguna Fea en el norte, hasta proximidades al volcán Domuyo al sur.